# Ferencváros (nádraží)
Ferencváros (dříve Budapest-Ferencváros) je železniční stanice v Budapešti. Stanice byla otevřena v roce 1877, kdy byla zprovozněna trať v úseku Budapest-Kelenföld a Budapest-Józsefváros.

## Provozní informace
Stanice má celkem 3 nástupiště, příchod k nástupištím je možný úrovňovým přechodem nebo nadchodem. Nachází se zde automat pro zakoupení jízdenek s čekárnou. Stanice je elektrizovaná střídavým proudem 25 kV, 50 Hz. Stanice je bezbariérově přístupná.

## Doprava
Stanicí projíždí několik mezinárodních vlaků EuroCity a railjet. Zastavuje zde pár mezinárodních rychlíků Dacia do Bělehradu a Bukurešti, dále pak osobní vlaky směr Budapest-Keleti pu., Kunszentmiklós-Tass, Győr, Martonvásár, Székesfehérvár, Kőbánya-Kispest, Hegyeshalom a Kelebia.

## Tratě
Stanicí prochází tyto tratě:
- Železniční trať Budapešť – Hegyeshalom – Rajka (MÁV 1)
- Železniční trať Budapešť – Székesfehérvár (MÁV 30a)
- Železniční trať Budapešť – Kunszentmiklós-Tass – Kelebia (MÁV 150)

## Galerie

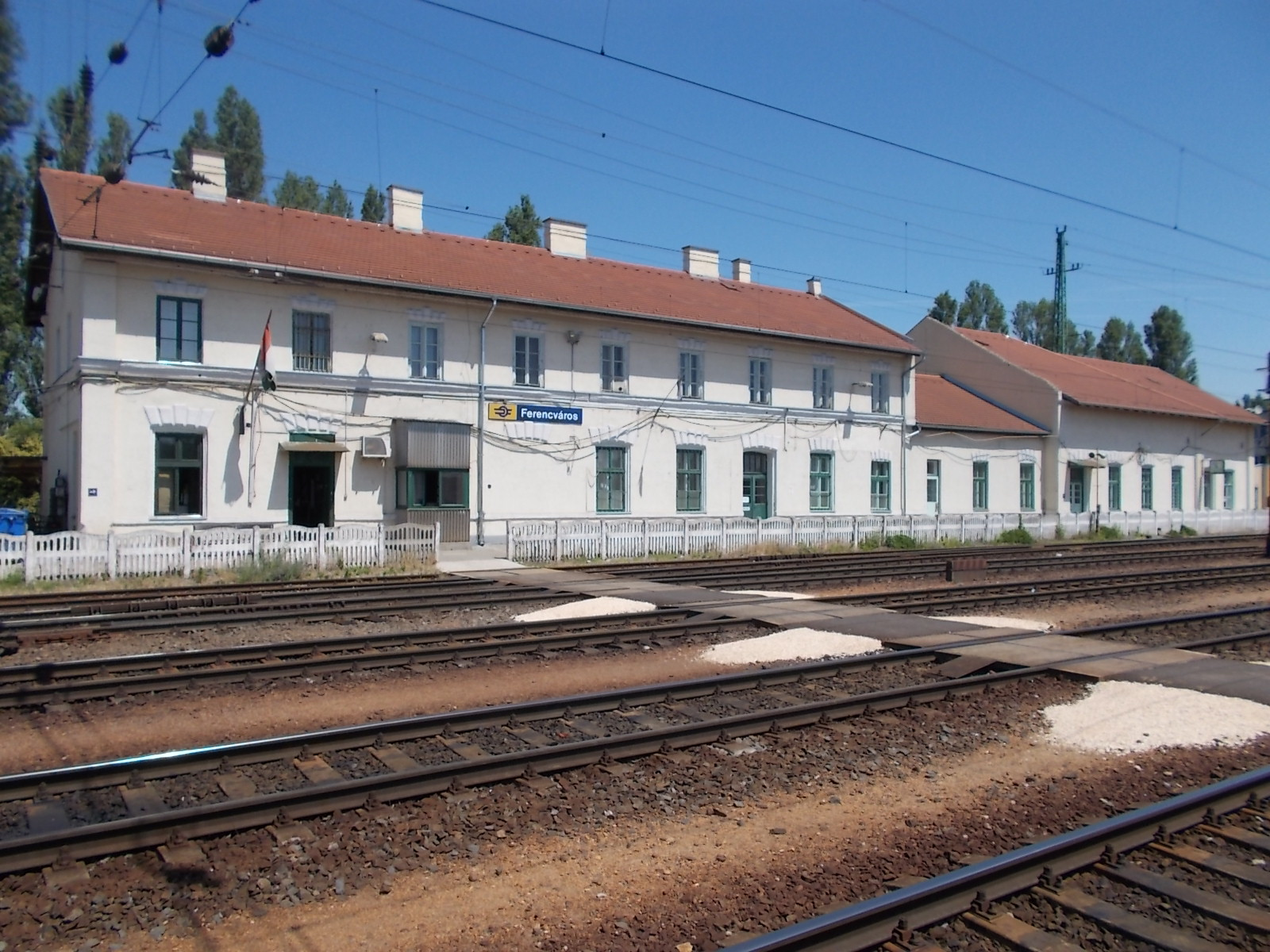
Pohled na staniční budovu.
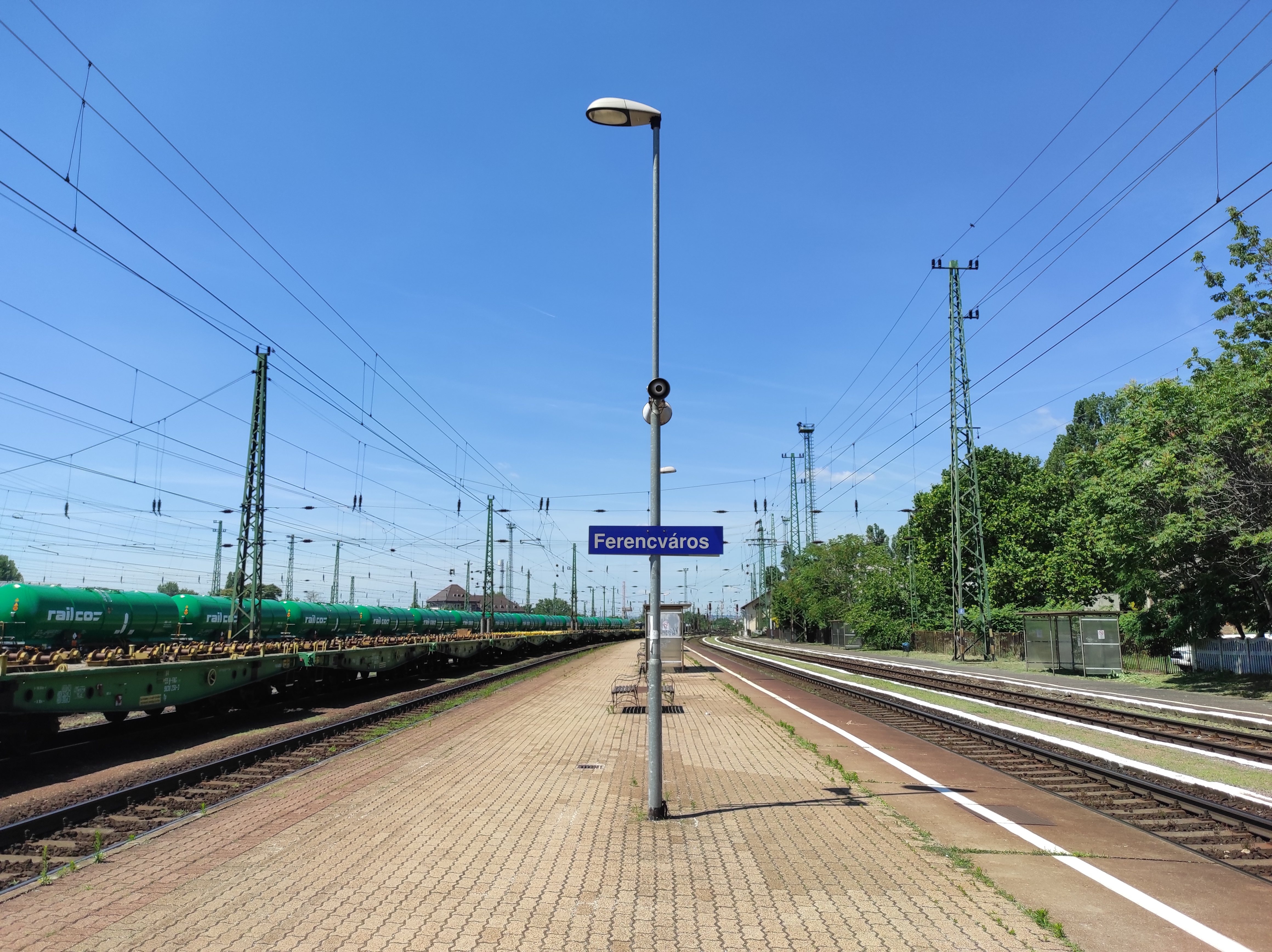
Pohled na nástupiště.
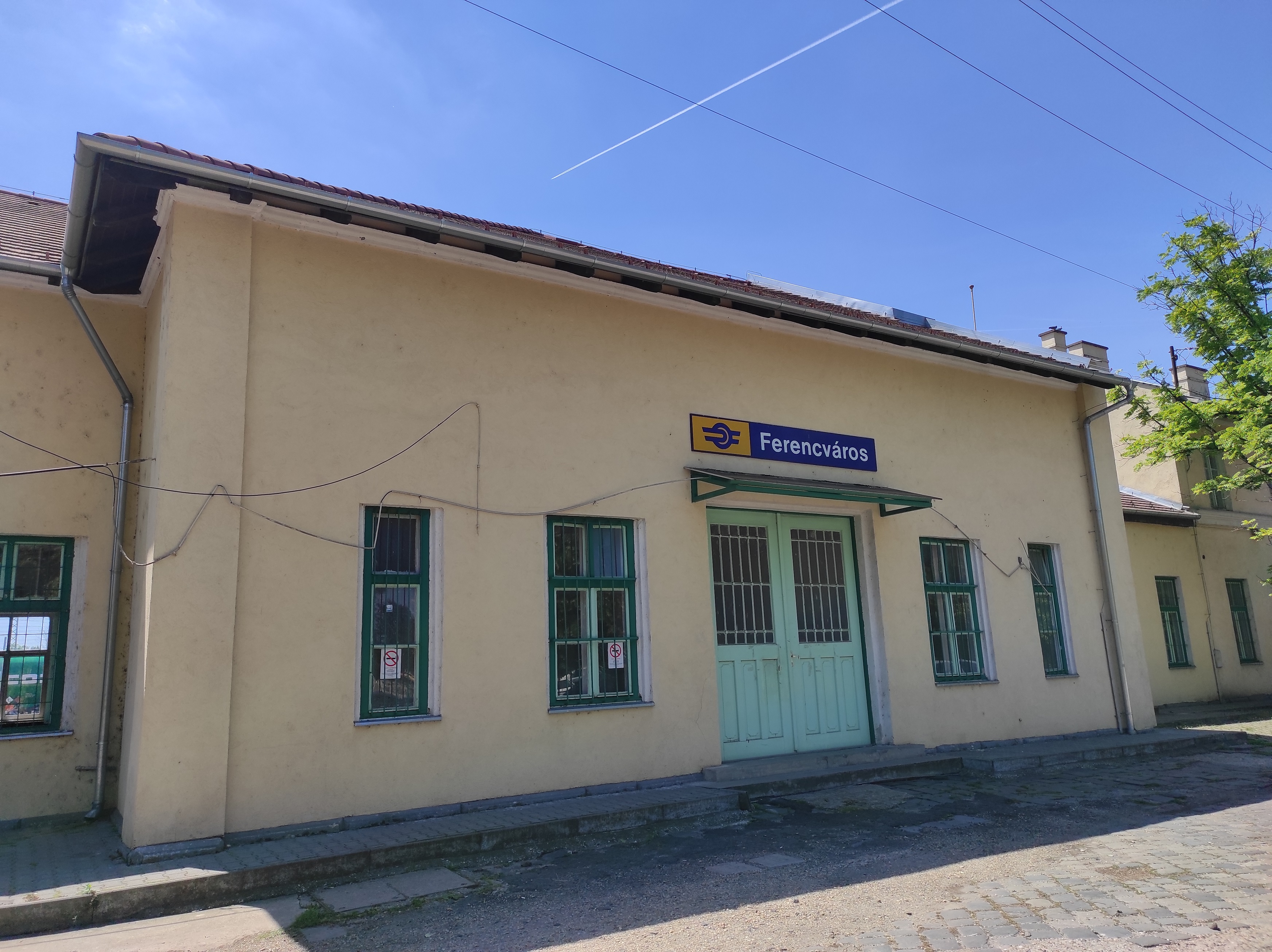
Pohled na nádraží budovu od parku.
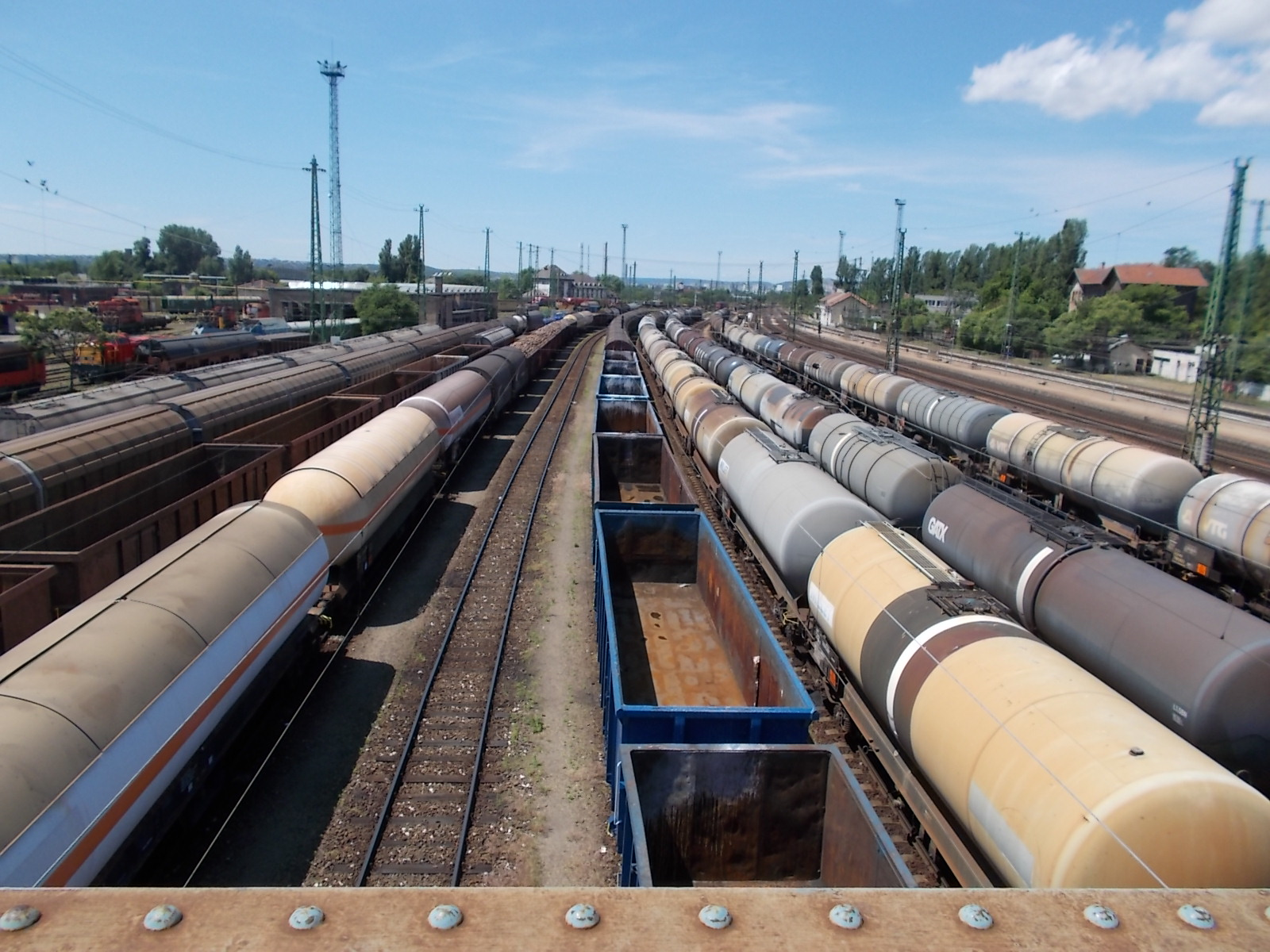
Pohled na zdejší seřaďovací nádraží.
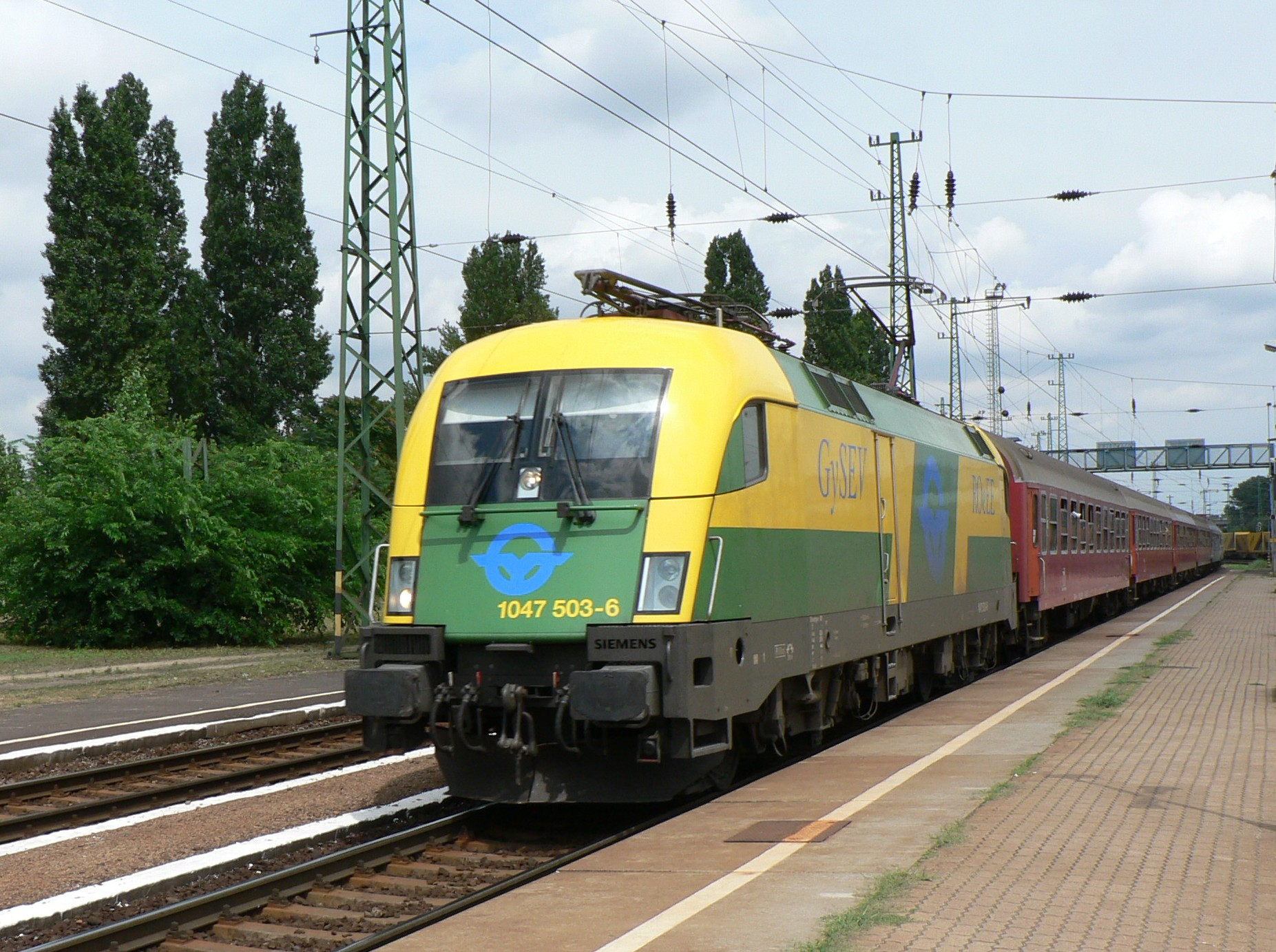
Průjezd vlaku společnosti GySEV stanicí.
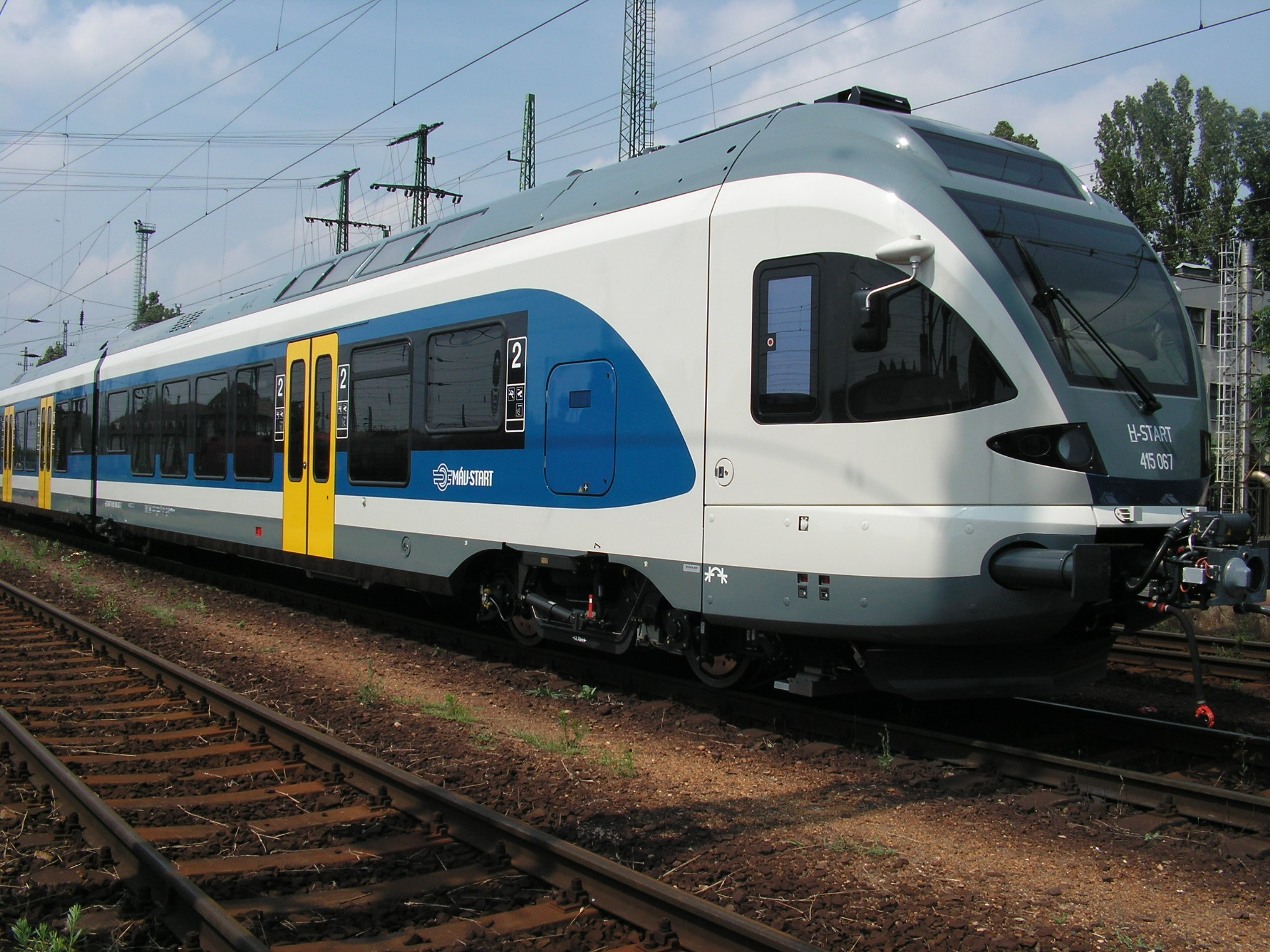
Jednotka FLIRT ve stanici.